# Autodromo della Mellaha

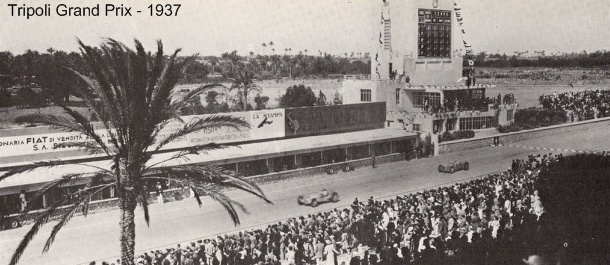
Rennszene aus dem Jahr 1937

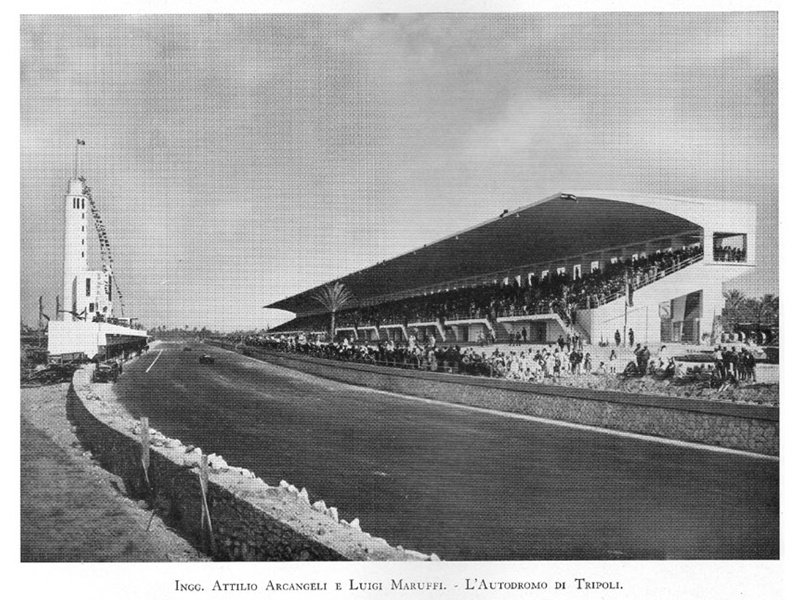
Tribüne und Start-Ziel-Gerade 1935

Das Autodromo della Mellaha war in den 1930er-Jahren eine Motorsport-Rennstrecke in der italienischen Kolonie Italienisch-Libyen.

## Geschichte
Nachdem der Gran Premio di Tripoli 1930 vom tödlichen Unfall des beliebten Italieners Gastone Brilli-Peri überschattet wurde und zudem ein finanzielles Desaster für die Veranstalter wurde, verzichtete man in den folgenden beiden Jahren auf eine Austragung. Der Präsident des Automobilklubs von Tripolis, Egidio Sforzini, ließ für den 7. Großen Preis 1933 den knapp 13 Kilometer langen Ring östlich von Tripolis bauen. Zum Rennen am 7. Mai war die Rennstrecke zwar fertig, das Autodrom aber noch nicht einmal im Bau. Italo Balbo, seit November 1933 Gouverneur von Italienisch-Libyen, ließ das Autodrom mit Hilfe von 2750 Arbeitern ab Januar 1934 in hundert Tagen errichten. Das neue  Autodromo di Mellaha wurde zum 8. Großen Preis von Tripolis am 6. Mai 1934 als Teil der Grand-Prix-Rennen offiziell eröffnet. Die Rennstrecke wurde bis zum Großen Preis von Tripolis am 12. Mai 1940, einen Monat vor dem italienischen Kriegseintritt in den Zweiten Weltkrieg genutzt. Nach Ende des Krieges wurden die während des Afrikafeldzuges nicht zerstörten Teile abgerissen.

## Lage
Die Strecke befand sich östlich von Tripolis, am Mellaha-Salzsee, im Munizip Tagioura. In der Nähe befand sich der italienische Luftwaffenstützpunkt Mellaha, der heutige Mitiga International Airport.

## Strecke
Die rund 13 km lange Strecke galt damals als einer der schnellsten Kurse und erlaubte Durchschnittsgeschwindigkeiten von bis zu 220 km/h.

## Siegerliste
Auch deutsche Fahrer wie Rudolf Caracciola und Hermann Lang siegten bei den Autorennen in Tripolis.
| Platz | Fahrer         | Hersteller | Zeit                        |
| ----- | -------------- | ---------- | --------------------------- |
| 1.    | Achille Varzi  | Bugatti    | 2:19:51,4 h                 |
| 2.    | Tazio Nuvolari | Alfa Romeo | + 0,2 s                     |
| 3.    | Tim Birkin     | Maserati   | + 1:31,8 (tödlicher Unfall) |

| Platz | Fahrer        | Hersteller | Zeit        |
| ----- | ------------- | ---------- | ----------- |
| 1.    | Achille Varzi | Alfa Romeo | 2:48:53,8 h |
| 2.    | Guy Moll      | Alfa Romeo | + 0,2 s     |
| 3.    | Louis Chiron  | Alfa Romeo | + 22,2 s    |

| Platz | Fahrer            | Hersteller    | Zeit         |
| ----- | ----------------- | ------------- | ------------ |
| 1.    | Rudolf Caracciola | Mercedes-Benz | 2:38:47,6 h  |
| 2.    | Achille Varzi     | Auto Union    | + 1:06,6 min |
| 3.    | Luigi Fagioli     | Mercedes-Benz | + 2:16,3 min |

| Platz | Fahrer        | Hersteller    | Zeit          |
| ----- | ------------- | ------------- | ------------- |
| 1.    | Achille Varzi | Auto Union    | 2:31:25,4 min |
| 2.    | Hans Stuck    | Auto Union    | + 4,4 s       |
| 3.    | Luigi Fagioli | Mercedes-Benz | + 1 Runde     |

| Platz | Fahrer           | Hersteller    | Zeit          |
| ----- | ---------------- | ------------- | ------------- |
| 1.    | Hermann Lang     | Mercedes-Benz | 2:27:57,67 h  |
| 2.    | Bernd Rosemeyer  | Auto Union    | + 9,65 s      |
| 3.    | Ernst von Delius | Auto Union    | + 1:14,18 min |

| Platz | Fahrer                  | Hersteller    | Zeit          |
| ----- | ----------------------- | ------------- | ------------- |
| 1.    | Hermann Lang            | Mercedes-Benz | 2:33:17,14 h  |
| 2.    | Manfred von Brauchitsch | Mercedes-Benz | + 4:38,50 min |
| 3.    | Rudolf Caracciola       | Mercedes-Benz | + 5:03,62     |

Nach der Dominanz deutscher Hersteller in den Rennen von 1937 und 1938, wurde entschlossen in Mellaha ab 1939 nur noch Rennen der Voiturette-Klasse durchzuführen. Trotz der Änderung konnte beim Rennen zur Grand-Prix-Europameisterschaft 1939 erneut der Vorjahressieger Hermann Lang auf einem Mercedes-Benz W 165 triumphieren. Erst im letzten Rennen zum Großen Preis von Tripolis im Autodromo della Mellaha am 12. Mai 1940 gewann der spätere erste Formel-1-Weltmeister Nino Farina auf einem Alfa Romeo 158.